# Monts de Lam
Monts de Lam er et af de fem departementer, som udgør regionen Logone Oriental i Tchad.
8°13′57″N 16°14′59″Ø / 8.2326°N 16.2496°Ø